# Basilique de la Visitation de Werl
Cette  basilique n’est pas la seule basilique de la Visitation.
La basilique de la Visitation (en allemand : Wallfahrtsbasilika Mariä Heimsuchung) est une église catholique située à Werl en Allemagne qui a été érigée en basilique mineure en 1953. Elle est dédiée à la Visitation de la Vierge Marie.

## Historique

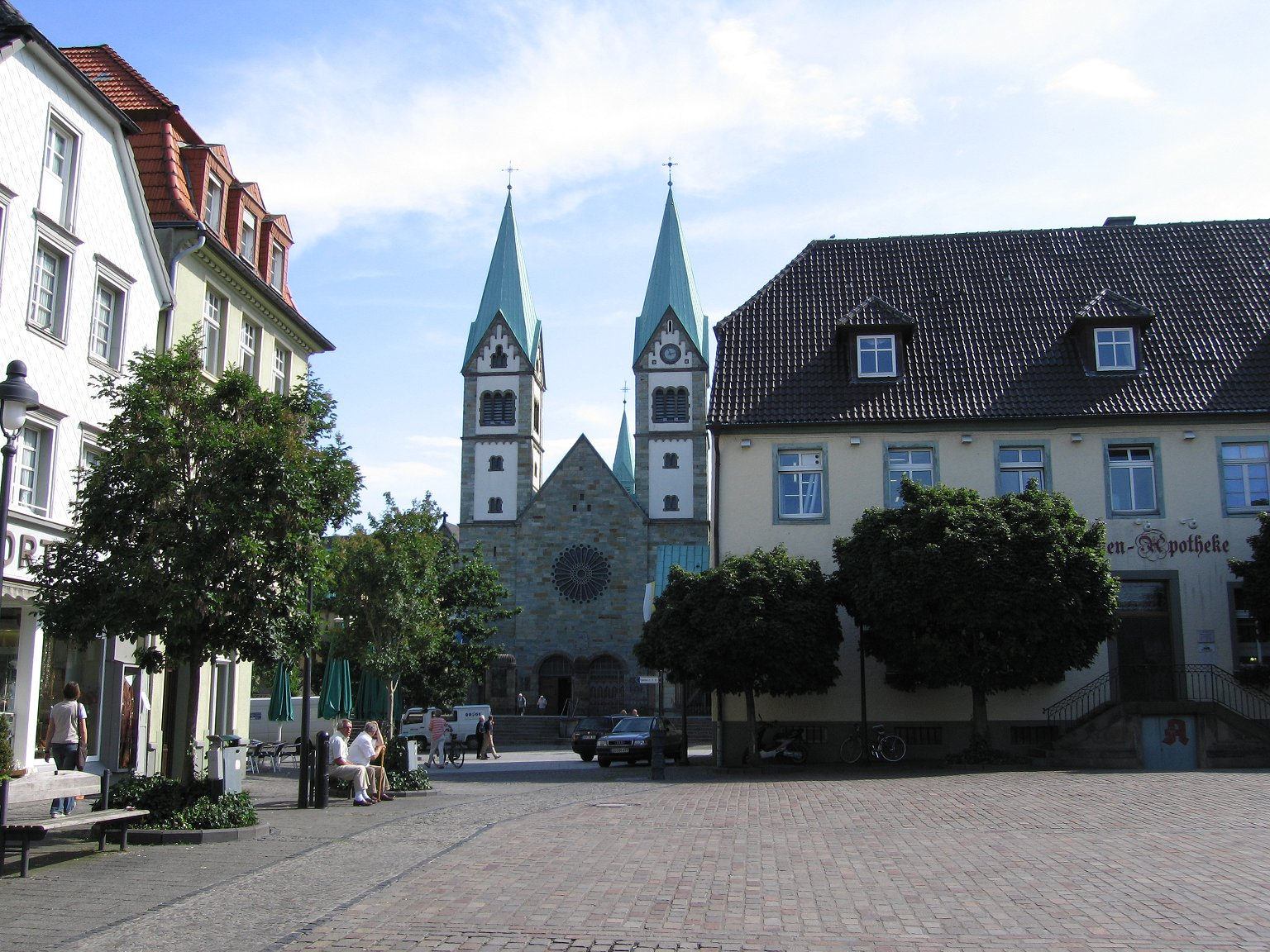
La basilique vue de la place du marché.

L'église a été construite en 1904-1906 selon les plans de l'architecte-en-chef du diocèse de Münster, Wilhelm Sunder-Plaßmann, en style néo-roman. Elle abrite la statuette pieuse de Notre-Dame de Werl, dite aussi Consolatrix afflictorum (« consolatrice des affligés ») qui date du XIIe siècle.
La consécration de l'église a lieu le 24 mai 1911 par l'évêque de Paderborn, Karl Joseph Schulte. Juste à côté de la basilique se trouve l'ancienne église de pèlerinage, bâtie par les capucins du couvent de Werl à la fin du XVIIIe siècle devenue trop petite pour les pèlerinages.
Les franciscains de Werl sont depuis 1848 les gardiens du pèlerinage et de la basilique de la Visitation. Leur couvent reconstruit au XIXe siècle se trouve à côté.
La basilique a été restaurée plusieurs fois au cours du XXe siècle et surtout en 2002-2003.

## Notre-Dame de Werl

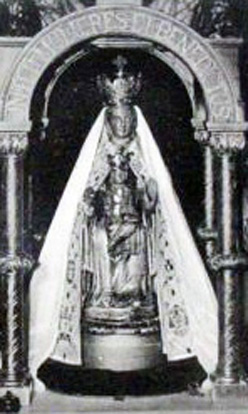
Notre-Dame de Werl vers 1930.

La statuette de la Vierge consolatrice des affligés représente une madone assise sur un trône du XIIe siècle. Elle est sculptée en bois de chêne. Elle a été légèrement dorée et appliquée de stuc au XIIIe siècle avec des peintures de pierres précieuses. La chevelure de la Vierge et celle de l'Enfant Jésus ont été formées de stuc au XIVe siècle. Les carnations des deux personnages ont été repeintes au XVe siècle. La Vierge a été couronnée en 1911.
Le pèlerinage à Notre-Dame de Werl (de) a fêté en 2011 son 350e anniversaire, avec un afflux de pèlerins par rapport aux autres années, et la venue de plusieurs évêques et cardinaux allemands, ainsi que celle d'évêques étrangers. La Vierge est surtout visitée en mai et en octobre. Pour la fête de la Visitation de la Vierge Marie, les pèlerins ont pour tradition d'effectuer les derniers 150 kilomètres à pied à partir de Much. Le pèlerinage de Werne-Werl se tient annuellement pendant trois jours les derniers jours des vacances d'été. C'est le plus ancien de Werl depuis 1677.

## Source
- (de) Cet article est partiellement ou en totalité issu de l’article de Wikipédia en allemand intitulé « Wahlfahrtsbasilika Mariä Heimsuchung (Werl) » (voir la liste des auteurs).